# سم ماردیان
سم ماردیان ( انگلیسی: Sam Mardian؛ ۲۴ ژوئن ۱۹۱۹ – ۲۳ نوامبر ۲۰۱۵) کارآفرین و سیاست‌مدار ارمنی‌تبار اهل ایالات متحده آمریکا از حزب جمهوری‌خواه بود که از تاریخ ۴ ژانویه ۱۹۶۰ تا تاریخ ۲ ژانویه ۱۹۶۴ شهردار شهر فینیکس بود.

## زندگی‌نامه
سم ماردیان در ۲۴ ژوئن ۱۹۱۹ در پاسادینا، کالیفرنیا به دنیا آمد. پدرش  ساموئل ماردیان از مهاجران ارمنی آکابه (لقب لکریان) بود.

وی دانش‌آموختهٔ دانشگاه سوترنوست بود و در طول جنگ جهانی دوم به عنوان کاپیتان در نیروی هوایی ارتش ایالات متحده خدمت کرد.

ماردیان از سال ۱۹۶۰ تا ۱۹۶۴، شهردار فینیکس، آریزونا بود و پس از آن به عنوان حسابدار، ادارۀ شرکت ساختمانی خانوادگی‌شان را برعهده‌گرفت. وی در ۲۳ نوامبر ۲۰۱۵ در سن ۹۶ سالگی در فینیکس، آریزونا درگذشت.
سم ماردیان برادر بزرگتر یکی از شخصیت‌های واترگیت، رابرت ماردیان بود.